# Alessandro Stella
Alessandro Stella, né le 19 février 1956 à Asolo (Italie) est un ancien activiste italien, exilé en France, devenu historien et universitaire.

## Biographie

### Les années italiennes et le mouvement opéraïste (1956-1981)
Alessandro Stella nait le 19 février 1956 à Asiago, une commune de la province vénétienne de Vicence, en Italie. Son père, fils d’un manœuvre émigré en Autriche, fait des études grâce au curé de son village et devient professeur de philosophie au lycée de Vicence. Sa mère, l’ainée de douze sœurs, est issue d’une famille de paysans modestes d’Asiago et devient institutrice. Alessandro Stella a également deux frères et une sœur. La famille de Stella est de tendance démocrate-chrétienne, et catholique pratiquante. Selon Stella, elle incarne cependant également les « nouvelles aspirations sociales » d’une partie de la population italienne dans les années 1960- 1970.
Alessandro Stella connait très tôt une politisation radicale de gauche, dont un des moments fondateurs a lieu le 19 avril 1968, lorsque des ouvriers de l’usine textile Marzotto de la province de Vicence revendiquent la mise en place de conseils d’usine. Stella s’engage alors dans l’anarchisme, il rejoint Potere operaio (Pouvoir Ouvrier) à 15 ans. Ce groupement politique fondé par Toni Negri en 1969 constitue l’aile radicale de l’opéraïsme organisé, un mouvement qui rejoint à la fois la théorie marxiste et les principes de l’auto-gestion. Dans le contexte des années 1970, l’opéraïsme s’oppose au Parti communiste italien. Dans le même temps, Stella suit des études de philosophie à l’université de Padoue, où enseigne Toni Negri, mais il se consacre majoritairement au militantisme. En 1975, le mouvement local Potere Operaio est dissous et se fracture en deux groupes: d’un côté, le mouvement Classe et parti, qui regroupe les militants les plus âgés dans une optique théorique et intellectuelle, et de l’autre, le Collectif politique, plus jeune et motivé par des actions pratiques et unitaires. Alessandro Stella rejoint alors Autonomie ouvrière, une coordination de groupes anarchistes qui réunit alors des ouvriers, des étudiants, des féministes et des militants homosexuels.
En 1976, Alessandro Stella décide de rejoindre la lutte armée. Il regrette ensuite ce choix des armes, qu’il considère aujourd'hui comme « une tragédie et un piège ». Il n'est pas avéré que le groupe de Stella soit directement responsable de meurtres, pratiquant essentiellement son auto-financement par des vols de voiture. Le 11 avril 1979, Alessandro Stella voit mourir trois de ses camarades du groupe de Vicence dans l’explosion d’une bombe artisanale qu’ils préparaient clandestinement. Dans la même période, un de ses camarades se suicide en prison. Alessandro Stella est alors recherché par tous les services de police et rentre dans la clandestinité de 1979 à 1981, puis fait le choix de l’exil à partir de janvier 1981.

### L’exil en France et la recherche historique (1981- 2000)
En janvier 1981, Stella quitte l’Italie pour échapper à la prison. Après un séjour d’un an au Mexique, il arrive en France en février 1982. En 1986 la cour d’Assise de Padoue le condamne à six ans de prison pour avoir « constitué, organisé et dirigé à Vicence et Thiene une association subversive constituée en bande armée ». Pendant vingt ans, il n’obtient pas le droit de retourner en Italie. Cette décision est levée en 2000.
En France, pour gagner sa vie, il accomplit dans un premier temps des travaux sur des chantiers de maçonnerie Il s’inscrit aux cours d'histoire  à l’université Paris VIII et poursuit ses études à l’EHESS où il fait la connaissance de Christiane Klapisch-Zuber, spécialiste de l’histoire de la famille, qui selon ses dires le « prend sous ses ailes protectrices ». À l’EHESS, il rencontre également Philippe Braunstein et Richard Trexler, qui influencent ses travaux. Il soutient un diplôme de l’EHESS en 1987 sous la direction de Christiane Klapisch-Zuber intitulé Sur les traces laissées par les Ciompi en révolte : les hommes, les lieux, le travail, avec comme rapporteur Jacques Le Goff. Ce travail est récompensé du prix du meilleur diplôme de l’EHESS. En 1992, il soutient une thèse, à nouveau sous la direction de Christiane Klapisch-Zuber, « Un tableau florentin du Trecento. Fiscalité, topographie et société dans la deuxième moitié du XIVe siècle ». En 2007, il soutient une habilitation à diriger des recherches à Paris 1 intitulée « Des rapports de dépendance aux relations amoureuses ».

### Depuis 2010
Depuis 2010, Alessandro Stella est directeur de recherche au CNRS et à l’EHESS. Il fait partie du centre de recherche historique de l’EHESS et du groupe d’études ibériques. Ses travaux, portent sur le travail en Europe occidentale (XVIe-XIXe), sur l’exploitation et les rapports serviles à l’époque coloniale, en particulier dans les mondes ibériques, mais également sur le désir, la sexualité et l’amour au XVIIe et XVIIIe siècles. Plus récemment, il a lancé un chantier sur la régulation des drogues à l’époque moderne.
Depuis une quinzaine d’année[Quand ?] il retourne parfois en Italie, et porte un point de vue critique sur la société italienne du XXIe siècle, marquée par les mandats successifs de Silvio Berlusconi.

## Travaux
Alessandro Stella a travaillé sur la révolte des Ciompi. Ce mouvement initié par les ouvriers du textile florentins en 1378 constitue un exemple inédit de révolte organisée et égalitaire en Italie. Les Ciompis parviennent à établir brièvement une république démocratique unique en Europe durant l’année 1378. Dans ses études, Alessandro Stella construit parfois des parallèles avec le militantisme des années 1970, les années de plomb italiennes. Il construit notamment le concept de « négationnisme de classe  » pour désigner les pratiques qui consistent à nier aux Ciompi l’autonomie de pensée et d’organisation, aussi bien de la part des gouvernants successifs que des historiens.
Stella s’intéresse ensuite aux esclaves en Europe à l’époque moderne et à la condition des Noirs dans les mondes coloniaux ibériques. Il travaille également sur la répression de la drogue au XVIIe siècle, en prenant en compte les différents rapports de domination, notamment à l’encontre des femmes et des Noirs.  Dans ses recherches, Stella met en avant la catégorie de « travail dépendant » , concept qui est inspiré des théoriciens de l’opéraïsme notamment.
En 2016, Alessandro Stella revient de manière à la fois historique et autobiographique sur son expérience du militantisme en Italie dans un livre intitulé Années de rêves et de plomb publié aux éditions Agone. Son récit s’ouvre sur la mort de ses camarades en 1979, et contient des analyses sur le bouillonnement politique des années 1970 italiennes. Stella n’a pas réalisé de travail d’archives, mais s’appuie principalement sur son expérience et sur la bibliographie. Dans son livre, celui-ci remet en cause l’idée même « d’années de plomb », et soutient que la période, malgré sa violence, a également été « la source d' un immense espoir pour des millions de jeunes et d’ouvriers italiens ».

## Prises de positions politiques
Alessandro Stella continue d’avoir une activité politique malgré son exil en France. Au printemps 2016, il apporte son soutien au mouvement Nuit debout. Plus récemment, il soutient et chronique le mouvement des Gilets jaunes. Parallèlement, il milite pour la légalisation des drogues, afin de lutter contre la guerre des stupéfiants.

## Publications
- La Révolte des Ciompi : les hommes, les lieux, le travail, Paris, Éditions de l'École des hautes études en sciences sociales (EHESS), 1993  (ISBN 2-7132-1004-6)
- Histoires d’esclaves dans la péninsule ibérique, Paris, Éditions de l'EHESS, 2000  (ISBN 2-7132-1372-X)
- Le Prêtre et le Sexe. Les révélations des procès de l’Inquisition, Bruxelles, A. Versailles, 2009  (ISBN 978-2-87495-023-0)
- Années de rêves et de plomb : des grèves à la lutte armée en Italie, 1968-1980, Marseille, Agone, 2016  (ISBN 978-2-7489-0277-8)[7]